# Безлюдівка (зупинний пункт)
Безлю́дівка — пасажирський залізничний зупинний пункт Харківської дирекції Південної залізниці. Знаходиться в межах станції Основа у Безлюдівському парку.
Розташований у південній частині Харкова (Основ'янський район) Харківської області на перетині двох ліній Основа — Зміїв та Безлюдівка — Зелений Колодязь між станціями Основа (7 км), Тернове (10 км) та Жихор (4 км).
Станом на березень 2020 року щодоби 15 пар приміських електропоїздів здійснює перевезення за маршрутом Шебелинка/Балаклія/Ізюм/Савинці/Куп'янськ-Південний/Гракове — Харків-Левада/Харків-Пасажирський.